# Lanchères
Lanchères – miejscowość i gmina we Francji, w regionie Hauts-de-France, w departamencie Somma.
Według danych na rok 2011 gminę zamieszkiwały 1002 osoby, a gęstość zaludnienia wynosiła 61 osób/km² (wśród 2293 gmin Pikardii Lanchères plasuje się na 347. miejscu pod względem liczby ludności, natomiast pod względem powierzchni na miejscu 151.).